# 小叶南烛
小叶南烛（学名：Vaccinium bracteatum var. chinense）为杜鹃花科越橘屬下的一个变种。

## 扩展阅读
- 維基物種上的相關：小叶南烛